# Challenger Cherbourg-La Manche 2023
Il Challenger Cherbourg-La Manche 2023 è stato un torneo maschile di tennis giocato sul cemento indoor. È stata la 30ª edizione del torneo, facente parte della categoria Challenger 75 nell'ambito dell'ATP Challenger Tour 2023. Si è giocato al Complexe Sportif Chantereyne di Cherbourg-en-Cotentin, in Francia, dal 13 al 19 febbraio 2023.

## Partecipanti

### Teste di serie
| Nazionalità | Giocatore            | Ranking* | Testa di serie |
| ----------- | -------------------- | -------- | -------------- |
| Canada      | Vasek Pospisil       | 100      | 1              |
| Australia   | John Millman         | 139      | 2              |
| Francia     | Luca Van Assche      | 145      | 3              |
| Francia     | Hugo Grenier         | 148      | 4              |
| Francia     | Geoffrey Blancaneaux | 151      | 5              |
| Italia      | Giulio Zeppieri      | 166      | 6              |
| Francia     | Laurent Lokoli       | 174      | 7              |
| Svizzera    | Alexander Ritschard  | 185      | 8              |

* Ranking al 6 febbraio 2023.

### Altri partecipanti
I seguenti giocatori hanno ricevuto una wild card per il tabellone principale:
- Dan Added
- Clément Chidekh
- Kenny de Schepper

I seguenti giocatori sono entrati in tabellone come alternate:
- Raphaël Collignon
- Michael Geerts
- Mats Moraing
- Nikolás Sánchez Izquierdo

I seguenti giocatori sono passati dalle qualificazioni:
- Gauthier Onclin
- Karl Friberg
- Aleksej Vatutin
- Titouan Droguet
- Denis Yevseyev
- Johan Sebastien Tatlot

## Punti e montepremi
| Torneo    | Torneo              | V     | F     | SF    | QF    | 2T    | 1T  | Q | Q2  | Q1  |
| Singolare | Punti               | 75    | 50    | 30    | 16    | 7     | 0   | 4 | 2   | 0   |
| Singolare | Premi in denaro (€) | 9 880 | 5 820 | 3 450 | 2 000 | 1 165 | 720 | – | 360 | 185 |
| Doppio    | Punti               | 75    | 50    | 30    | 16    | –     | 0   | – | –   | –   |
| Doppio    | Premi in denaro (€) | 4 250 | 2 450 | 1 480 | 880   | –     | 500 | – | –   | –   |

## Campioni

### Singolare
Giulio Zeppieri ha sconfitto in finale  Titouan Droguet con il punteggio di 7–5, 7–6(4)

### Doppio
Ivan Liutarevich /  Vladyslav Manafov hanno sconfitto in finale  Karol Drzewiecki /  Kacper Żuk con il punteggio di 7–6(10), 7–6(7).